# Musaranya d'orelles petites de Talamanca
La musaranya d'orelles petites de Talamanca (Cryptotis gracilis) és una espècie de mamífer de la família de les musaranyes que es troba a Costa Rica i Panamà.